# Aiguilles du Diable
Die Aiguilles du Diable (deutsch: Teufelsspitzen) sind fünf Felsnadeln über 4000 Meter Höhe auf dem Südostgrat (auch Teufelsgrat) des Mont Blanc du Tacul. Die höchste der im französischen Teil der Mont-Blanc-Gruppe gelegenen Nadeln ist die L’Isolée mit 
4114 m Höhe. Es folgen Pointe Carmen (4109 m), Pointe Médiane (4097 m), Pointe Chaubert (4074 m) und Corne du Diable (4064 m), die allesamt eigenständige Viertausender nach der Klassifikation der UIAA darstellen.
Als erste Nadel wurde 1923 die Pointe Carmen durch Brégault, Chevalier und De Lépiney bestiegen. 1925 folgte die Erstbesteigung der anderen Nadeln, zunächst die L’Isolée durch Antoine Blanchet und Armand Charlet, dann die Corne du Diable und Pointe Chaubert durch Armand Charlet und Jean Chaubert. Als letzte bestiegen wurde die Pointe Médiane durch Antoine Blanchet, Jean Chaubert, Armand Charlet und Devouassoud. Erstmals wurden alle Zacken am Stück als Gesamtüberschreitung 1927 durch die US-Amerikaner Miriam O’Brien und Robert Underhill mit Armand Charlet bestiegen.
Heute ist die Überschreitung der Aiguilles du Diable weitgehend eine anspruchsvolle Felstour, bei der im Sommer bei guten Verhältnissen wenig Schneekontakt vorkommt. Vor allem der Zustieg durch ein Couloir zum Col du Diable vor dem Beginn des eigentlichen Felsgrats sowie der Weiterweg zum Mont Blanc du Tacul führen auch heute noch durch kombiniertes, aus Fels, Schnee und Eis bestehendes Gelände.
Bewertet werden die Gesamtschwierigkeiten mit Schwer (S+) und beim Klettern mit V+.